# Lynx de Saint-Jean
Die Lynx de Saint-Jean waren eine kanadische Eishockeymannschaft aus Saint-Jean, Québec. Das Team spielte von 1982 bis 1995 in einer der drei höchsten kanadischen Junioren-Eishockeyligen, der Québec Major Junior Hockey League (QMJHL).

## Geschichte
Die Castors de Sherbrooke aus der Québec Major Junior Hockey League wurden 1982 aus Sherbrooke nach Saint-Jean umgesiedelt und in Castors de Saint-Jean umbenannt. Ihr größter Erfolg vor ihrer Umbenennung gelang den Castors mit dem Erreichen der zweiten Runde der Playoffs um die Coupe du Président in der Saison 1985/86, in der sie den Olympiques de Hull in der Best-of-Nine-Serie mit einem Sweep unterlagen. In den übrigen Spielzeiten qualifizierten sich die Castors zwar stets für die Playoffs, scheiterten jedoch entweder in der ersten Runde oder der Playoff-Qualifikation. 
Im Anschluss an die Saison 1988/89 wurde die Mannschaft in Lynx de Saint-Jean umbenannt, konnte unter dem neuen Namen jedoch nur noch zwei Mal (in der Saison 1992/93 und 1994/95) die Playoffs erreichen, in denen das Team jeweils bereits in der ersten Runde scheiterte. Im Sommer 1995 wurde das Franchise schließlich nach Rimouski umgesiedelt, wo es seither unter dem Namen Océanic de Rimouski am Spielbetrieb der QMJHL teilnimmt.

## Ehemalige Spieler
Folgende Spieler, die für die Castors/Lynx de Saint-Jean aktiv waren, spielten im Laufe ihrer Karriere in der National Hockey League: 
| - Stephane Beauregard - Paul Boutilier - Philippe Bozon - Stephane Brochu - Steve Brulé - Frédéric Cassivi - Denis Chassé | - Jason Doig - Gerard Gallant - Éric Germain - François Groleau - Benoît Hogue - Éric Houde | - Patrick Labrecque - Georges Laraque - Dominic Lavoie - Patrick Lebeau - François Leroux - Marquis Mathieu | - Michel Petit - Christian Proulx - Yves Racine - Yves Sarault - José Théodore - Patrick Traverse |

## Team-Rekorde

### Karriererekorde
Spiele: 208  Samuel Groleau
Tore: 118  Samuel Groleau
Assists: 180  Samuel Groleau
Punkte: 298  Samuel Groleau
Strafminuten: 691  Nathan Morin